# Neukrähwinkel
Neukrähwinkel ist eine Siedlung in der Stadt Leichlingen (Rheinland) im Rheinisch-Bergischen Kreis.

## Lage und Beschreibung
Neukrähwinkel liegt an der Landesstraße L294 südwestlich von Witzhelden auf einen Höhenzug zwischen den Tälern des Wersbachs und des Weltersbachs, der hier im Oberlauf auch Krähwinkeler Bach genannt wird. Nachbarorte sind neben Witzhelden Krähwinkel, Wilhelmstal, Richtershof, Windfoche, Tirol, Krabbenhäuschen, Schneppenpohl, Metzholz, Schüddig, Sieferhof, Holzerhof, Ufer, Wersbach, Eichen auf Leichlinger und Paffenlöh, Ober- und Unterwietsche auf Burscheider Stadtgebiet. Abgegangen ist Wiedenbach.

## Geschichte
Neukrähwinkel ist ein Abspliss des benachbarten Krähwinkel jenseits der Weltersbachs und entstand erst im 19. Jahrhundert. Die Topographische Aufnahme der Rheinlande von 1824 zeigt noch keine Bebauung, die Preußische Uraufnahme von 1844 zeigt unbeschriftet einzelne Häuser am Weltersbachs südlich von Unterkrähwinkel. Dieser zur Gemeinde und Bürgermeisterei Witzhelden gehörende Siedlungskern wuchs nach und nach im 20. Jahrhundert und wurde hauptsächlich mit Einfamilienhäusern bebaut. Die Erschließungsstraßen in der Siedlung wurden nach Blumen (Lilienweg, Asternweg, Tulpenweg, Rosenweg, Dahlienweg, Nelkenweg, Anemonenweg) benannt. 
Am 1. Januar 1975 wurde die Gemeinde Witzhelden mit Neukrähwinkel in Leichlingen eingemeindet.